# MaxiMuM
MaxiMuM（マキシマム）は、日本のプロレス団体DRAGON GATEにかつて存在したユニット。

## 概要

### 2017年
5月4日、京都大会で結成。
5月5日、愛知県体育館大会で行われた金網戦に土井成樹が出場。
7月1日、土井・ビッグR清水、Ben-KがVerserK（鷹木信悟・吉田隆司・エル・リンダマン）に敗れ、ユニット結成から保持していたオープン・ザ・トライアングルゲート王座を手放す。
7月24日、神戸ワールド記念ホール大会で土井・吉野正人（土井吉）がCIMA・ドラゴン・キッド（CK-1）の保持するオープン・ザ・ツインゲート統一タッグ王座に挑戦。Kotoka、清水、Ben-K（ヤングマキシマム）はトライアングルゲート挑戦者決定1dayトーナメントに出場するが決勝戦でジミーズに敗北。
8月8日、後楽園ホール大会で清水がYAMATOの保持するオープン・ザ・ドリームゲート王座挑戦を表明、同じく挑戦を表明した望月成晃との次期挑戦者決定戦が次回の後楽園大会で決定。
9月5日、清水が望月とのドリームゲート王座次期挑戦者決定戦を戦い敗戦。その試合後にKotokaとのタッグでCK-1の保持するツインゲート統一タッグ王座挑戦を表明。
9月18日、大田区大会でKotoka・清水がCK-1の保持するツインゲート統一タッグ王座に挑戦。
11月3日、エディオンアリーナ大阪大会で清水、Ben-K（ビッグBen）がCK-1の保持するツインゲート統一タッグ王座に、土井吉・Kotokaがヴェルセルクの保持するトライアングルゲート王座にそれぞれ挑戦。
11月8日、後楽園ホール大会でジェイソン・リーが加入。
12月11日、京都大会で土井吉、ジェイソンがTRIBE VANGUARD（YAMATO・B×Bハルク・Kzy）の保持するトライアングルゲート王座挑戦を表明して12月23日、福岡国際センター大会での王座戦が決定。
12月23日、福岡国際センター大会で土井吉、ジェイソンがTRIBE VANGUARDからトライアングルゲート王座挑戦を奪取。

### 2018年
1月27日、神戸サンボーホール大会でKotokaが3月6日後楽園大会をもって引退することを発表。
2月11日、博多スターレーン大会でBen-Kが望月成晃に2分9秒で勝利。試合後、望月の持つドリームゲート王座への挑戦を表明。
3月3日、大阪大会で土井吉・ジェイソンがTRIBE VANGUARD（YAMATO・フラミータ・ヨースケ・サンタマリア）相手にトライアングルゲート王座防衛。
3月4日、大阪大会でBen-Kが望月の持つドリームゲート王座に挑戦。試合後、王座を防衛した望月に清水が挑戦表明、3月21日和歌山大会での王座戦が決定した。
3月6日、後楽園大会でKotokaが引退、約10年のレスラー人生に別れを告げる。
4月1日、神戸大会でビッグBenがT-Hawk・Eitaの保持するツインゲート統一タッグ王座に挑戦表明、5月6日・愛知県体育館大会での王座挑戦が決定。
4月6日、後楽園大会で土井吉・ジェイソンがKzy率いる新ユニット（Kzy・横須賀ススム・堀口元気）のトライアングルゲート王座挑戦を受諾、こちらも5月6日・愛知県体育館大会での防衛戦が決定。
5月6日、愛知県体育館大会でビッグBenがT-Hawk・Eitaからツインゲート統一タッグ王座を奪取するが土井吉・ジェイソンがKzy・ススム・堀口（NATURAL VIBES）に敗れトライアングルゲート王座から陥落。この頃から、清水が土井に対して反抗的な態度をとるようになる。
6月9日、吉野がYAMATOを破りKING OF GATE 2018を制覇。同時に、望月成晃の保持するオープン・ザ・ドリームゲート王座への挑戦権を入手。
6月10日、ビッグBenがKagetora・ヨースケ♡サンタマリアを破りツインゲート統一タッグ王座を防衛。同日、吉野が望月を破り、ドリームゲート王座奪取。直後に鷹木信悟の挑戦表明を受け、これを受諾。7月22日・神戸ワールド記念ホールでの防衛戦が決定。
7月22日、ツインゲート統一タッグ防衛戦に望んだビッグBenが、YAMATO・B×Bハルクに敗戦。吉野は鷹木とのドリームゲート戦で防衛に成功。
8月7日、清水が離脱と同時にANTIASに加入。
9月6日、Ben-KがANTIASに寝返ると同時に、10月2日の後楽園ホール大会にて、土井吉VSビッグBenの対戦カードが決定した。
9月24日のメインイベントで、5年ぶりの土井吉対決（ドリームゲート戦）が実現。土井は新技投入を予告していたが、その新技は掟破りともいえる吉野のソル・ナシエンテだった。直後にR・E・Dが乱入。清水のマイクによってBen-Kが次のドリームゲート戦に挑戦表明した。
10月7日、数ヶ月前から積極的にMaxiMuM加入をアピールしていたドラゴン・キッドと石田凱士が正式に加入した。2人は加入まで、コール時に「"自称"MaxiMuM」とちゃかされていた。
11月4日、土井、ジェイソン、石田がトライアングルゲートに挑戦するも敗退。キッド、吉野はそれぞれ防衛に成功した。

### 2019年
2月1日、フリーで参戦していたジェイソンが正式にDRAGON GATE所属選手となった。
2月5日、年明けからユニットとしての勝率不振を気にかけ続けていたキッドのマイクに対し、「あんた（キッド）のマイクは余計だ」と遂に土井が激怒。吉野も仲裁に入るが怒りは収まらず、八木隆行本部長の提案により、次回後楽園大会で、キッドと土井のシングルマッチが決定した。
11月3日、石田凱士が王者横須賀ススムのブレイブゲートに挑戦。ジャーマンスープレックスでベルトを奪取した。
12月4日、R・E・Dの緑鬼が正体を明かし、ブレイブゲートのベルトごと石田凱士が離脱。
12月26日、2019年最終戦のメインに上がった吉野正人が、首の状態が思わしくないことを理由に2020年中での現役引退を発表した。

## メンバー
- 土井成樹（リーダー）
- 吉野正人
- ドラゴン・キッド
- ジェイソン・リー

## 元メンバー
- Kotoka（2018年3月6日引退）
- ビッグR清水（2018年8月7日離脱）
- Ben-K（2018年9月6日離脱）
- 石田凱士（2019年12月4日離脱）

## タイトル歴
- オープン・ザ・ドリームゲート王座

第27代：吉野正人
（2018年6月10日獲得、2018年12月4日陥落/防衛4回）
第30代：土井成樹
（2019年12月15日獲得、2019年12月18日解散時/防衛0回）
- オープン・ザ・ブレイブゲート王座

第36代：ドラゴン・キッド
（2018年9月24日獲得、2019年3月21日陥落/防衛2回）
- オープン・ザ・ツインゲート統一タッグ王座

第42代：ビッグR清水&Ben-K
（2018年5月6日獲得、2018年7月22日陥落/防衛1回）
- オープン・ザ・トライアングルゲート王座

第59代：土井成樹&ビッグR清水&Ben-K
（2017年3月20日獲得、2017年7月1日陥落/防衛1回）
第62代：土井成樹&吉野正人&ジェイソン・リー
（2017年12月24日獲得、2018年5月6日陥落/防衛2回）
- KING OF GATE優勝

吉野正人（2018年）